# Гвідо Крозетто
Гвідо Крозетто (італ. Guido Crosetto; нар. 19 вересня 1963, Кунео, П'ємонт, Італія) — італійський політик та бізнесмен, міністр оборони з 22 жовтня 2022 року в уряді Джорджі Мелоні.

## Життєпис

### Раннє життя та освіта
Гвідо Крозетто походить із сім'ї підприємців з Кунео, у регіоні П'ємонт. Через смерть батька Крозетто не зміг закінчити навчання в Туринському університеті. Під час навчання в університеті він став членом молодіжного крила Християнсько-демократичної партії, а вже 1988 році, у віці 25 років, став економічним радником прем'єр-міністра Джованні Горіа.

### Рання кар'єра
З 1990 до 2004 року був мером Марене в провінції Кунео, з 1999 до 2009 рік — депутатом провінційної ради, де очолював фракцію партії Сільвіо Берлусконі «Вперед, Італія». З 2003 до 2009 рік був секретарем регіонального відділення партії у П'ємонті, відповідав у партії на національному рівні за кредитну та промислову політику до формування нової партії Берлусконі «Народ свободи».
З 30 травня 2001 по 14 березня 2013 року був членом Палати депутатів Італії XIV, XV і XVI скликань, спочатку у фракції «Вперед, Італія», потім — «Народ свободи».
З 8 травня 2008 року по 16 листопада 2011 року обіймав посаду молодшого статс-секретаря міністерства оборони у четвертому уряді Берлусконі.

## Політична кар'єра

### Заснування Братів Італії
20 грудня 2012 року, разом з Джорджією Мелоні та Іньяціо Ла Русса, оголосив про вихід з «Народу свободи» та утворення нової партії — «Брати Італії».
З 20 грудня 2012 року до 4 квітня 2013 року Крозетто був лідером партії.

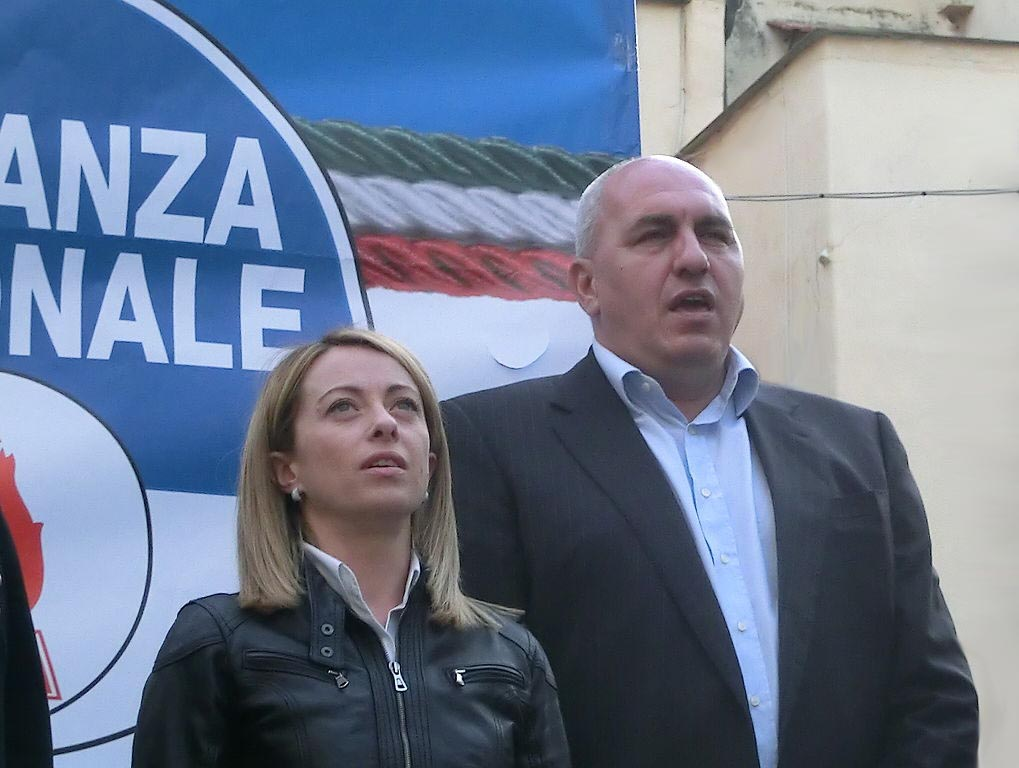
Крозетто та Мелоні піл час мітингу «Братів Італії»

Напередодні виборів 2013 року виставив свою кандидатуру до Сенату за списками «Братів Італії» в Емілії-Романьї, але зазнав поразки.
У травні 2014 року брав участь за списками «Братів Італії» у виборах до Європейського парламенту, але партія не змогла подолати відсотковий бар'єр 4 %.
У 2014 році залишив активну політичну діяльність після обрання президентом Федерації італійських компаній в галузі аерокосмічної промисловості, оборони та безпеки, але в січні 2018 року очолив передвиборчі списки «Братів Італії» в округах П'ємонту та в деяких округах Ломбардії.
28 січня 2018 року обраний координатором партії «Брати Італії».
4 березня 2018 року за підсумками чергових виборів знову пройшов до Палати депутатів від Туринського округу.
У 2022 році був внесений кандидатом у списки голосування за президента Італійської республіки.

### Міністр оборони

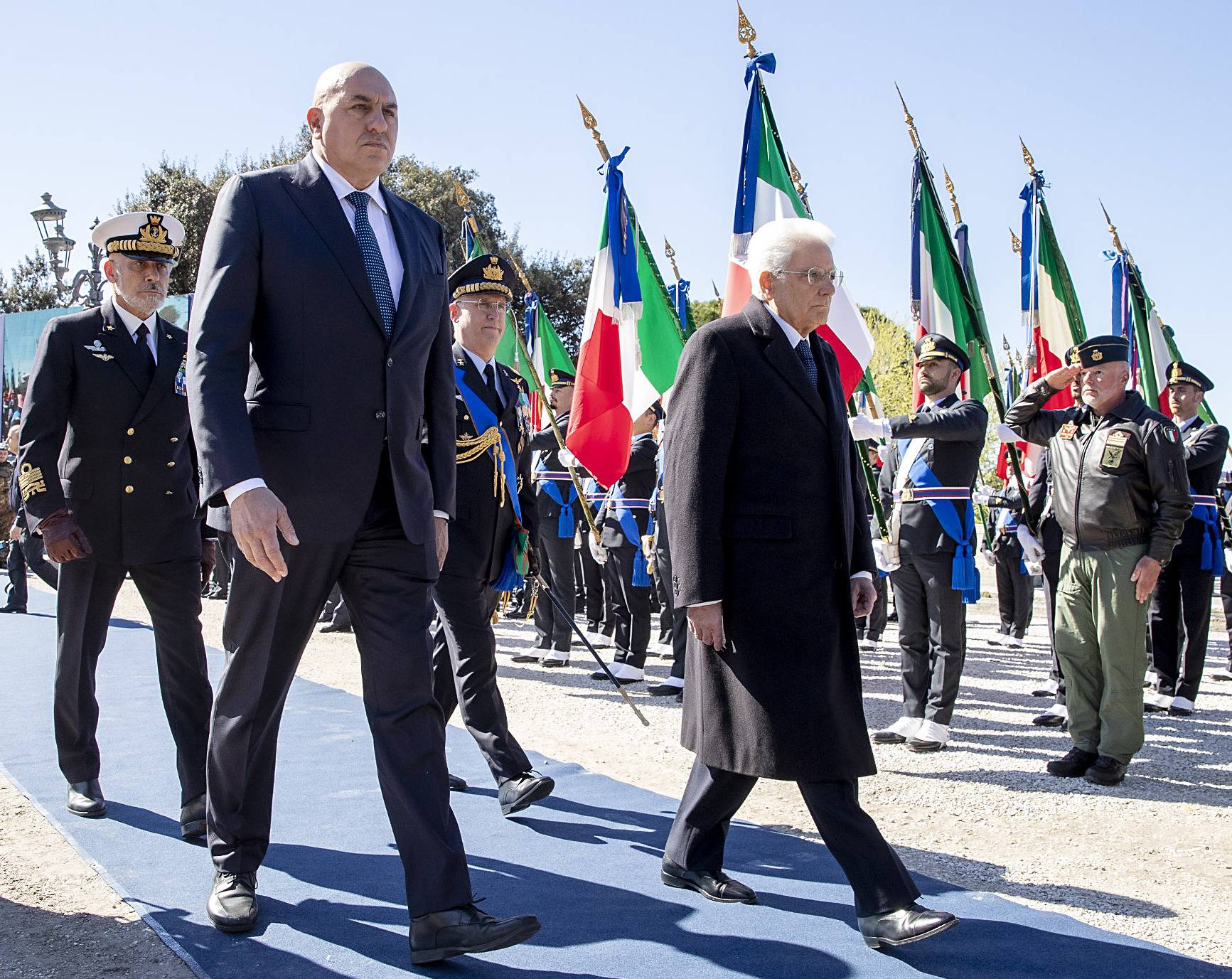
Крозетто з Президентом Серджо Матареллою

У 2022 році дострокові вибори були призначені після урядової кризи, який призвів до падіння уряду національної єдності Маріо Драґі, в опозиції до якої і була партія «Брати Італії».
На виборах з рекордно низькою явкою виборців, «Брати Італії» стала найбільшою партією в країні, набравши понад 26 % голосів, а правоцентристська коаліціяїї отримала переважну більшість у обох палатах парламенту Італії. Хоча Крозетто і не брав участі у виборах, проте він активно агітував за «Братів» та її лідера Мелоні. 22 жовтня 2022 року Крозетто був призначений міністром оборони в уряді на чолі з самою Мелоні, яка стала першою жінкою на посаді прем'єр-міністра Італії.
Як міністр, Крозетто став одним із найзатятіших прихильників України проти російського вторгнення. У лютому 2023 року він заявив, що український опір є «битвою за свободу, битвою за міжнародне право, битвою за Європу». Крім того, він додав, що військова підтримка НАТО уряду Володимира Зеленського запобігла початку Третьої світової війни, яка була б неминуча, якби «російські танки дійшли до Києва». Через свої заяви Крозетто часто піддавався нападкам з боку членів російського уряду. Колишній президент Дмитро Медведєв назвав його «дурним». Євген Пригожин, засновник терористичної ПВК Вагнера, також припустився до образ, через цю заяву.
15 березня 2023 року італійська газета Il Foglio повідомила, що ПВК Вагнера призначила винагороду у розмірі €15 млн за вбивство Крозетто.

## Нагороди
- Орден князя Ярослава Мудрого III ст. (16.01.2025) — за вагомий особистий внесок у зміцнення міждержавного співробітництва, підтримку державного суверенітету та територіальної цілісності України[17].